# Concordaat van Villafáfila
Het Concordaat van Villafáfila werd getekend door Ferdinand II van Aragon op 27 juni 1506 in Villafáfila en op 28 juni door zijn schoonzoon Filips de Schone in Benavente

## Context
Alles draaide rond Johanna de Waanzinnige. Johanna had na de dood van haar moeder Isabella I van Castilië in 1504, de Kroon van Castilië geërfd. Al vroeg in haar leven werd Johanna beticht van onevenwichtig gedrag. Haar vader Ferdinand en haar man Filips betwistten onder elkaar wie de meest geschikte rol kon spelen als plaatsvervanger. In een eerdere overeenkomst deelden ze nog het regentschap, maar nu legde Ferdinand zich neer bij de bepaling dat zijn dochter Johanna regeerde suo jure (met haar eigen recht) en haar echtgenoot iure uxoris (via het recht van zijn vrouw). Zo werd Filips de Schone nu Filips I van Castilië. Ook werd het echtpaar heersers over de Spaanse overzeese gebieden.
Lang hield het concordaat niet stand, want Filips stierf enkele maanden later op 25 september 1506. Ferdinand II nam nadien het regentschap waar tot zijn dood in 1516, daarna werden het koninkrijk Castilië en het koninkrijk Aragon verenigd onder de zoon van Filips en Johanna, Carlo Primo.